# Paul Karataş
Paul Karataş (* 29. Juli 1934 in Harbole, Türkei; † 16. Januar 2005) war ein römisch-katholischer Geistlicher.
Karataş wurde am 29. Juni 1968 zum Priester für die Erzeparchie Diyarbakır der Chaldäisch-katholischen Kirche geweiht. Am 7. März 1977 wurde er zum Erzbischof der Erzeparchie ernannt. Paul Cheikho, Patriarch von Babylon, weihte ihn am 3. Juli 1977 zum Bischof. Mitkonsekratoren waren Emmanuel Delly, Ernest-Marie de Jésus-Hostie Charles Albert Nyary OCD, Hanna Paulus Marcus, Abdul-Ahad Sana, Andreé Sana und Jean Pierre Kasparian ICPB.